# Ahrensee
Der Ahrensee ist ein See im Kreis Rendsburg-Eckernförde im deutschen Bundesland Schleswig-Holstein südöstlich der Ortschaft Achterwehr. Der See ist circa 55 ha groß und bis zu 10,2 m tief. Am Ahrensee gibt es eine Badestelle.
Der See liegt im Naturschutzgebiet Ahrensee und nordöstlicher Westensee.